# 大山ますみず高原スノーパーク

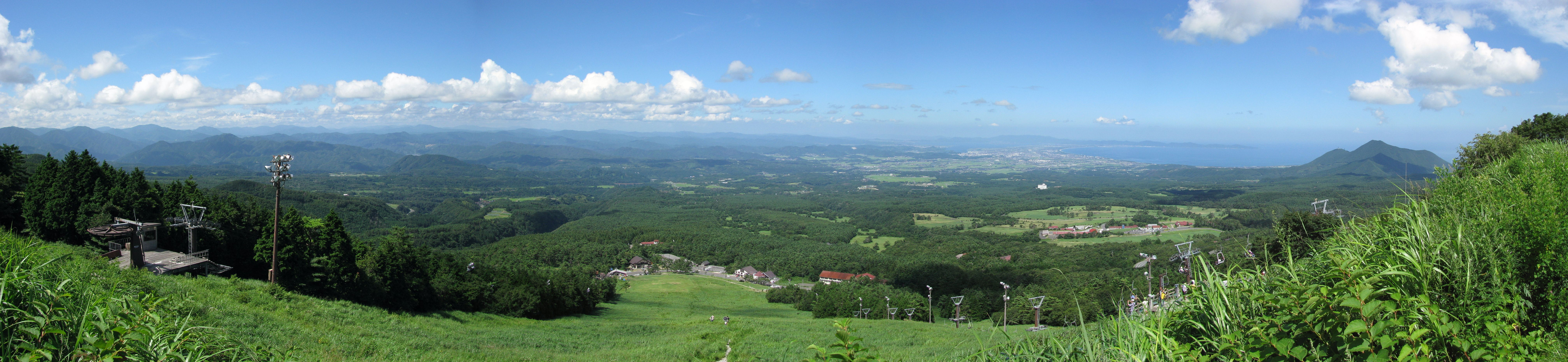
大山ますみず高原スノーパーク

大山ますみず高原スノーパーク（だいせんますみずこうげんスノーパーク）は、鳥取県の西伯郡伯耆町にあるスキー場である。

## 概要
大山の西麓にあり降雪量も多い。やや雪質は固めであるが、眼下に米子市街から境港市街まで見下ろす事が出来る。
大山にあるスキー場では上の原スキー場と並び、ナイター営業をしているが、営業時間が夜21時まで（夜0時まで営業する時もあり）ということや、駐車場（無料）から至近ということもあり地元利用者が仕事帰りなどに利用することも多い。おおよそ12月下旬から3月下旬まで滑走可能。
伯耆町の指定管理者であるエムケイ開発株式会社が運営している。大山スキー場の一つに含めて捉える者もいるが、両スキー場は離れていること（3km程）や大山スキー場管理組合の加盟ではない為、大山スキー場に含めない。

## コース
2本のリフトにより、3本のコースが設定されている。スノーボードは滑走できるが、林間コース1本はスノーボード滑走禁止。ナイター営業時は林間コースが閉鎖され、2本のリフトで運転される。

## アクセス
- 米子自動車道溝口ICより鳥取県道45号倉吉江府溝口線約10分
- 西日本旅客鉄道（JR西日本）伯備線 伯耆溝口駅、より伯耆町型バス事業（デマンドバス）
- 期間中は伯耆溝口駅等からシャトルバスが運転されることもある。